# ریچل بلووسین
ریچل بلووستین سلا (به انگلیسی: Rachel Bluwstein Sela؛ ۲۰ سپتامبر (در گاهشمار ژولینی) ۱۸۹۰ – ۱۶ مارس ۱۹۳۱) یک زن شاعر عبری زبان بود که در سال ۱۹۰۹ به فلسطین که در آن زمان بخشی از امپراتوری عثمانی بود مهاجرت کرد. او با نام کوچکش ریچل یا راشل (عبری: רחלרחל
با تلفظ راخل) یا به عنوان راشل شاعره (به زبان عبری: רחל המשוררת) شناخته شده‌است.

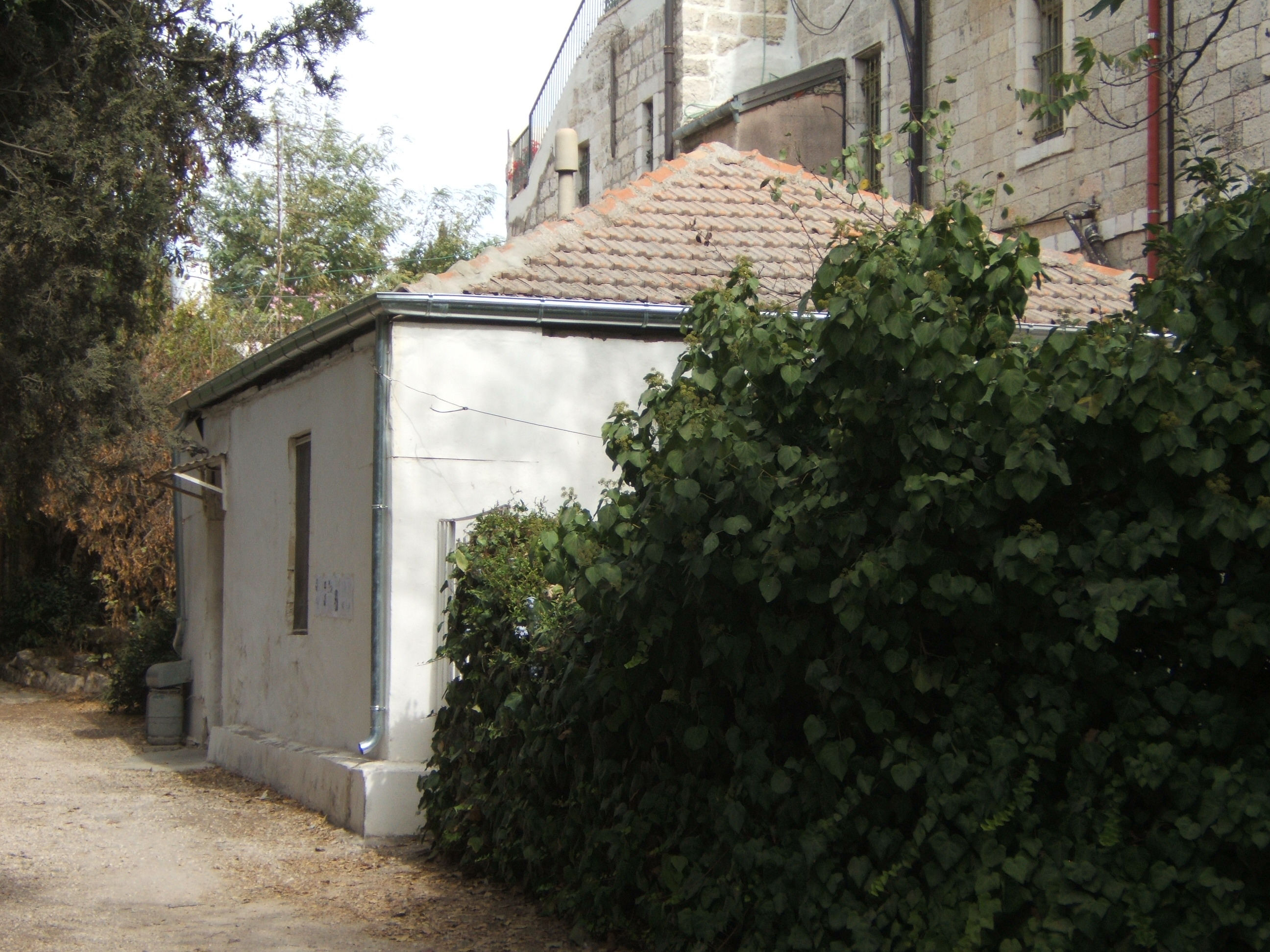
خانه ریچل در بیت المقدس

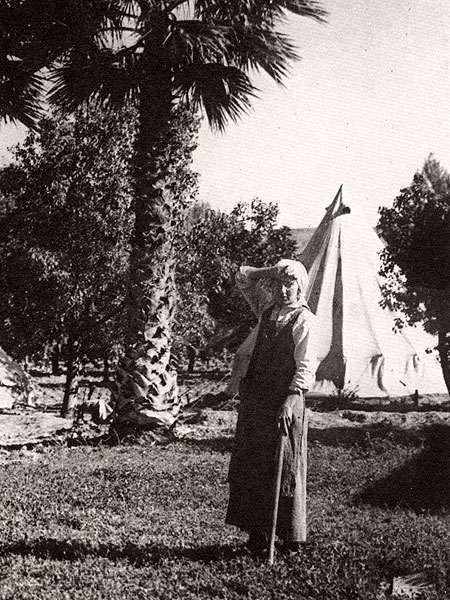
ریچل بلووسین در کیبوتص دغانیا ألف ۱۹۱۹–۱۹۲۱

## زندگی
ریچل در ساراتوف در امپراتوری روسیه در ۲۰ سپتامبر سال ۱۸۹۰ متولد شد او یازدهمین دختر یسرلیب و سوفیا بلووسین و نوه یک خاخام یهودی در کیف بود. در کودکی با خانواده اش به پولتاوا در اوکراین رفت و با زبان روسی در یک مدرسه یهودی و بعد یک دبیرستان سکولار آشنا شد. او در سن ۱۵ سالگی شروع به نوشتن شعر کرد. در ۱۷ سالگی به کیف نقل مکان کرد و به تحصیل در رشته نقاشی پرداخت.
در سال ۱۹۱۳ او سفری به تولوز فرانسه برای مطالعه زراعت و نقشه‌کشی داشت. هنگامی که جنگ جهانی اول درگرفت او قادر به بازگشت به فلسطین نشد و به جای آن به روسیه رفت تا به تدریس کودکان پناهنده یهودی بپردازد. در روسیه او از رنج و فقر شدید و کار بسیار و همچنین از بیماری‌های ریوی که از دوران کودکی دچارش بود رنج می‌برد. و ممکن است در این برحه از زندگی مبتلا به سل شده باشد. تنها امید او بازگشت به فلسطین بود. در سال ۱۹۱۹ پس از جنگ، او با اولین کشتی روسیه را به سوی فلسطین ترک کرد.

## درگذشت

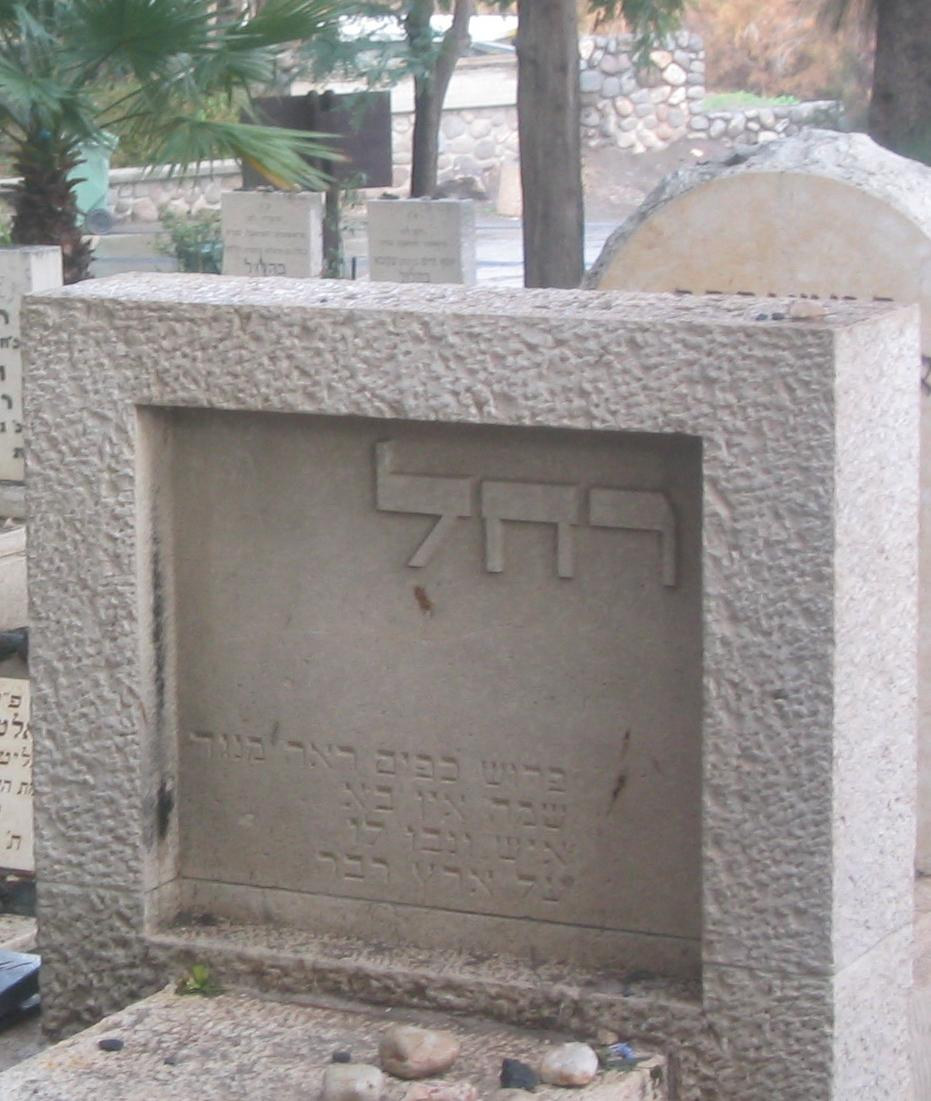
قبر ریچل در گورستان کینرت، اسرائیل

ریچل در ۱۶ آوریل ۱۹۳۱ در تل آویو در سن ۴۰ سالگی درگذشت. او در گورستان کینرت در یک قبر مشرف به دریاچه طبریه به خاک سپرده شد.

## بزرگداشت

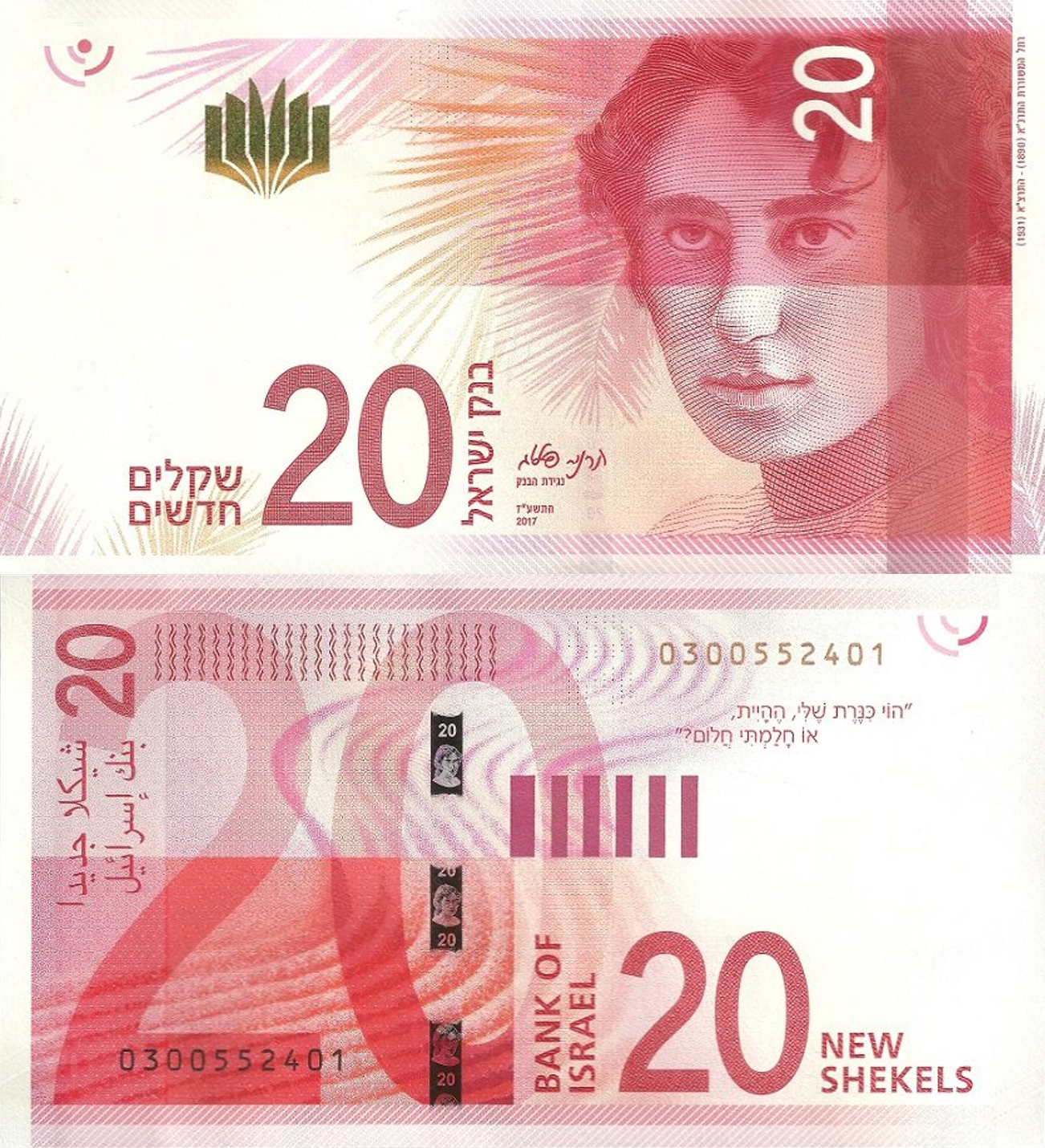
عکس ریچل بلووسین سلا بر روی اسکناس

در سال ۲۰۱۱ ریچل به عنوان یکی از چهار شاعر بزرگ اسرائیل انتخاب شد که پرتره آنان بر روی پول اسرائیل درج شد.
در ۲۰ سپتامبر ۲۰۱۶ موتور جستجوی گوگل به مناسبت ۱۲۶مین سالروز تولد ریچل بلووسین و به افتخار او گوگل دودل صفحه اصلی خود را در اسرائیل تغییر داد.